# Dejandir Dalpasquale
Dejandir Dalpasquale (Encantado, 14 december 1932 – Florianópolis, 9 november 2011) was een Braziliaans politicus. Binnen de regering van Itamar Franco was hij net iets meer dan 2 maanden minister van Landbouw. 